# Lissjön (Lerbäcks socken, Närke)
Lissjön är en sjö i Askersunds kommun i Närke och ingår i Motala ströms huvudavrinningsområde.